# Église San Carlo ai Catinari
L'église San Carlo ai Catinari  (ou même plus complètement Santi Biagio e Carlo ai Catinari)   est une église de Rome, situé sur la place Benedetto Cairoli, dans le quartier de Sant'Eustachio.

## Historique
L'église actuelle est l'héritière d'une petite église, San Biagio, qui a porté divers noms : dell’Anello, degli Arcari, al Monte della Farina. Cette église remonte au XIIe siècle. En 1575, le pape Grégoire XIII l'attribue aux Barnabites.
En 1617, pour permettre l'agrandissement du couvent de l'ordre des Théatins de Saint-André-du-Val, l'église est démolie et les pères sont transférés à l'église San Carlo en cours de construction. En souvenir de la première église, elle prend le nom de Biagio e Carlo ai Catinari.
Construite à partir de 1612, sur les dessins et modèles de Rosato Rosati, elle est achevée vers 1620. Elle est consacrée en 1722 par le pape Clément XII. Elle est dédiée à saint Charles Borromée, bienfaiteur de l'ordre.
Le nom Catinari fait référence à la présence, à l'époque de sa construction, de nombreux fabricants de catina, bassines, dans la même rue de l'église.

## Architecture extérieure
La façade en travertin est réalisée entre 1635 et 1638 sur un projet de Giovanni Battista Soria.
Elle se compose de deux étages de huit pilastres. L'église s'ouvre sur une grande porte, flanquée de deux petites portes. Sur la partie supérieure, se trouve un balcon flanqué deux fenêtres. La façade est couronnée par un tympan portant les armoiries du cardinal Leni.
Le couvent des Barnabites, de style baroque tardif, est contigu à l'église

D'après Pérouse de Montclos, in l'architecture française, de la Renaissance à la Révolution, San Carlo ai catinari a influencé Lemercier dans le dessin de la façade sur rue de l'église de la Sorbonne (1635).

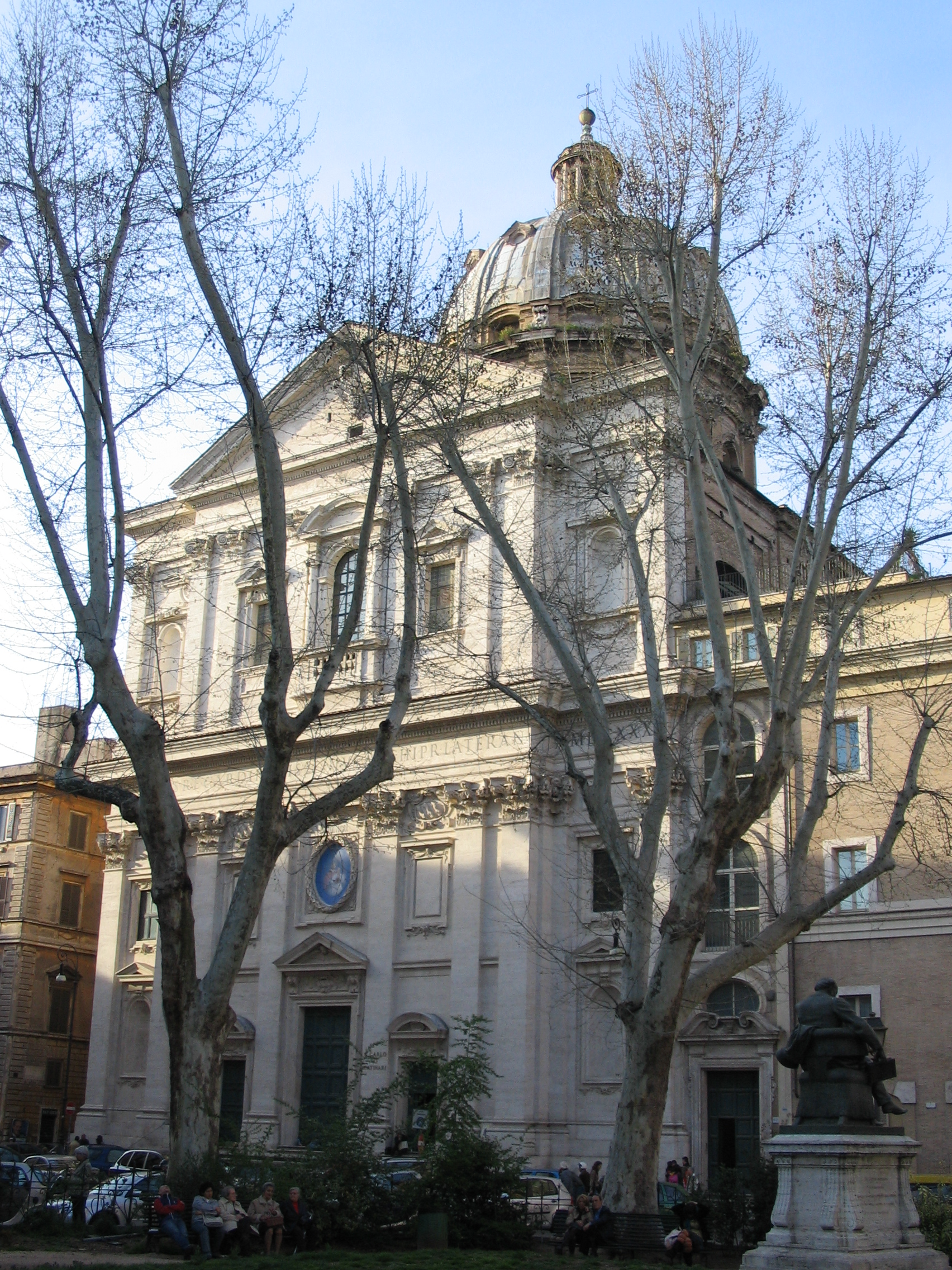
Vue
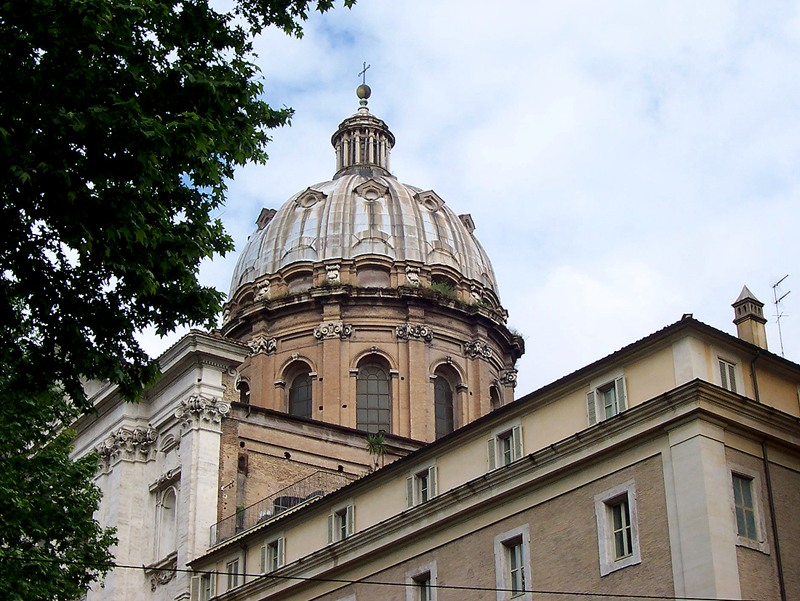
Coupole

## Architecture intérieure

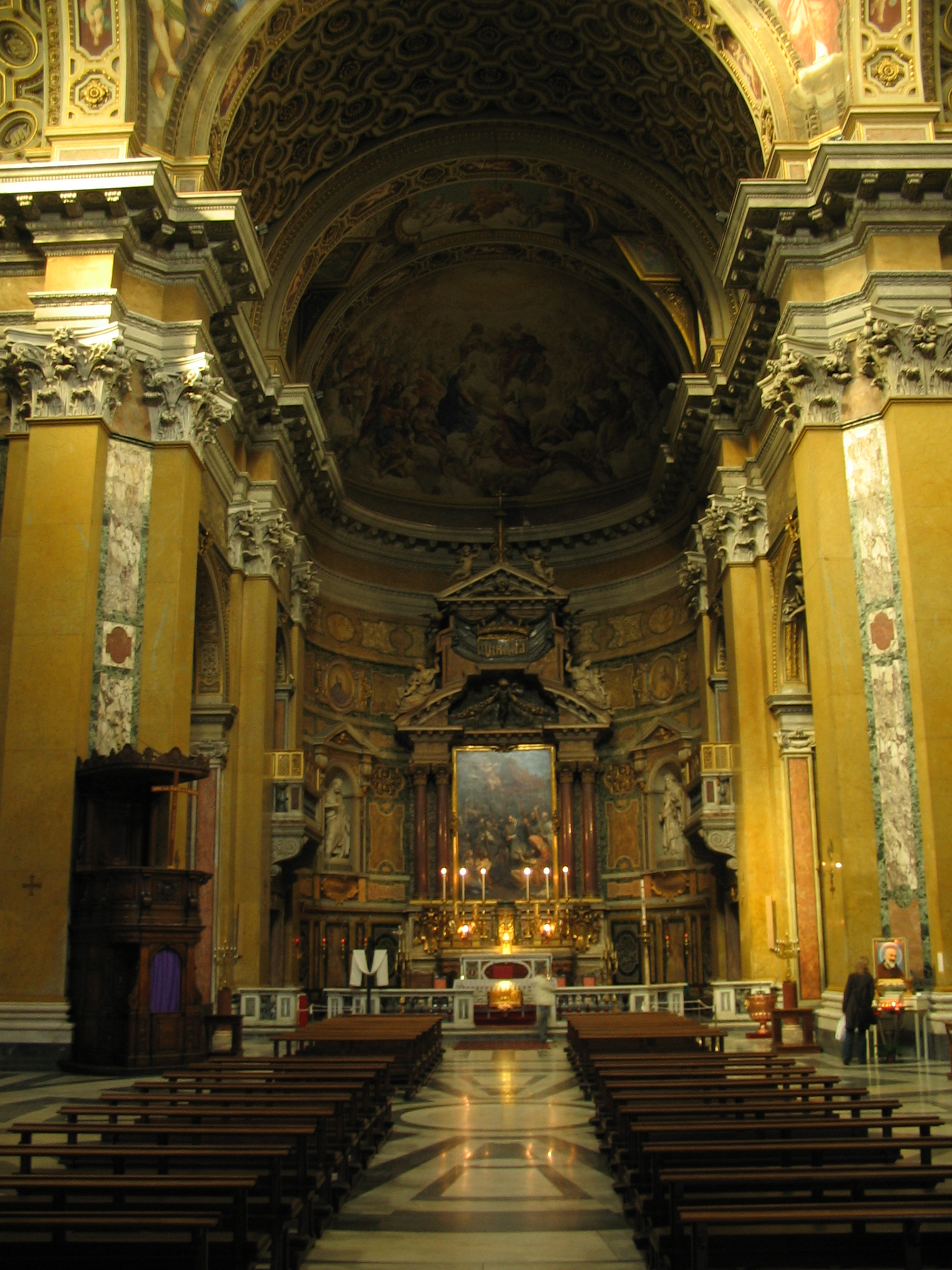
Intérieur de l'église

L'intérieur, plutôt sombre, contient des pilastres en scagliola jaunes.
Les pendentifs de la coupole sont décorés de fresques représentant les vertus cardinales (1627-30) du Dominiquin qui a conçu le décor en stuc de la coupole et probablement des autres grandes voûtes.
Dans le chœur, se trouve la fresque L'apothéose de Charles Borromée, exécutée en 1646-1647, c'est la dernière peinture de Giovanni Lanfranco. La peinture à l'huile de Saint Charles Borromée pendant la peste de Milan de Pierre de Cortone est juste derrière le maître-autel.
Le maître-autel a été conçu par Martino Longhi le Jeune.
Sur le mur d'entrée, se situent les fresques de Gregorio et Mattia Preti, montrant des épisodes de la vie de San Carlo (1642).
À la droite du maître-autel, se trouve la chapelle Sainte-Cécile, du baroque tardif, conçue par Antonio Gherardi et construite en 1695-1700. Le retable de Santa Cecelia est également son œuvre. L'éclairage zénithal de la chapelle se fait par l'intermédiaire d'un oculus entouré d'anges au centre d'un dôme un peu sombre. Gherardi a également conçu la tout aussi inventive chapelle Avila de la basilique Sainte-Marie-du-Trastevere.
La première chapelle sur la droite contient une Annonciation (1624) de Lanfranco ; dans la deuxième chapelle, il y a un Martyre de San Biagio de Giacinto Gimignani.
La seconde chapelle sur la gauche comprend un retable représentant le Martyre de Santa Anna de Andrea Sacchi.
La troisième chapelle a été conçue par Paolo Maruscelli avec les fresques des Martyrs Persans (1641) de Giovanni-Francesco Romanelli.
Dans le passage derrière le maître-autel, des toiles représentent San Carlo en prière (1620) de Guido Reni et San Carlo de Andrea Commodi. Mais aussi, un miracle de San Biagio (1669) de Giovanni Domenico Cerrini.

Le crucifix de bronze de la sacristie est attribué à Alessandro Algardi.

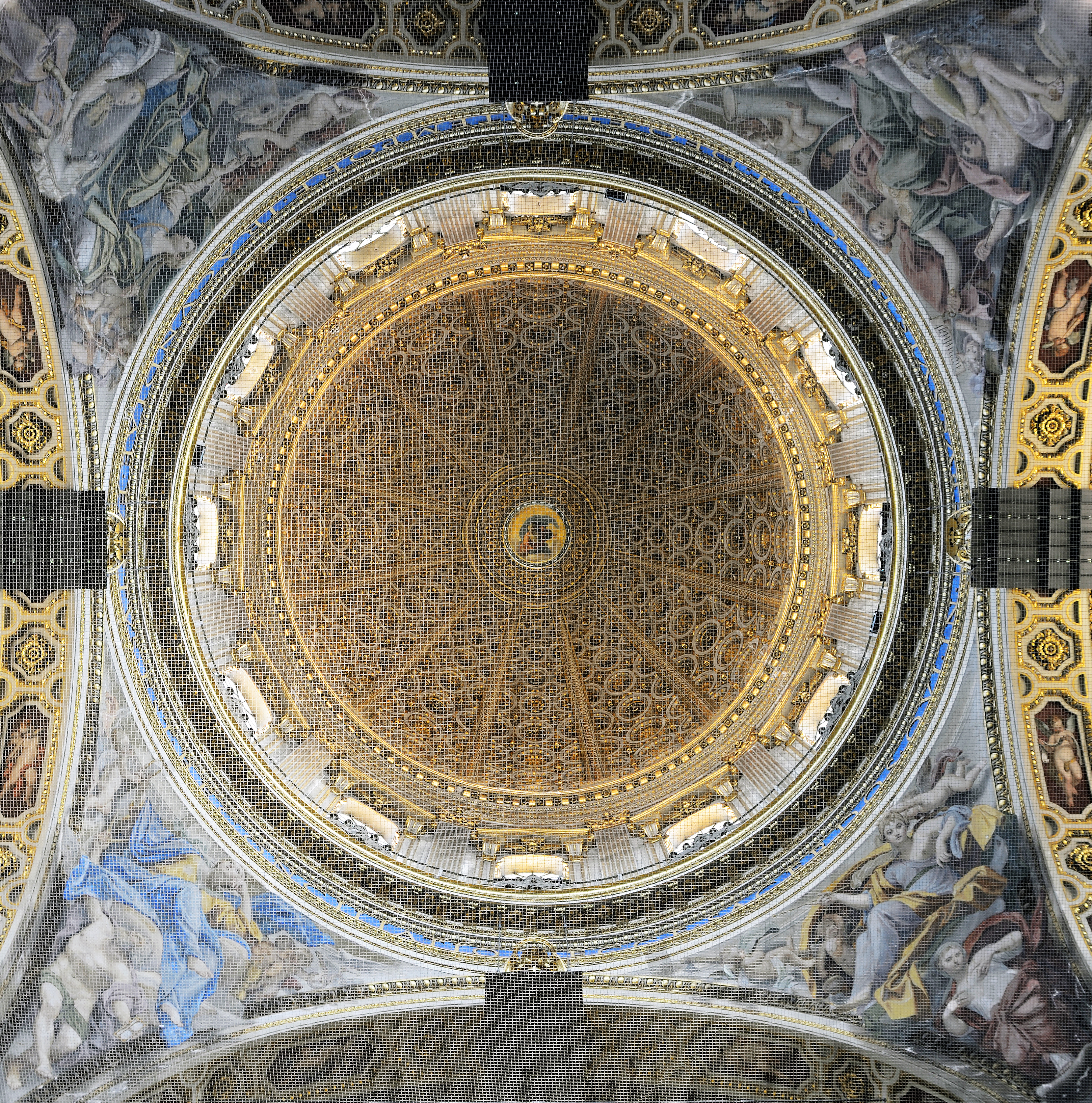
Coupole
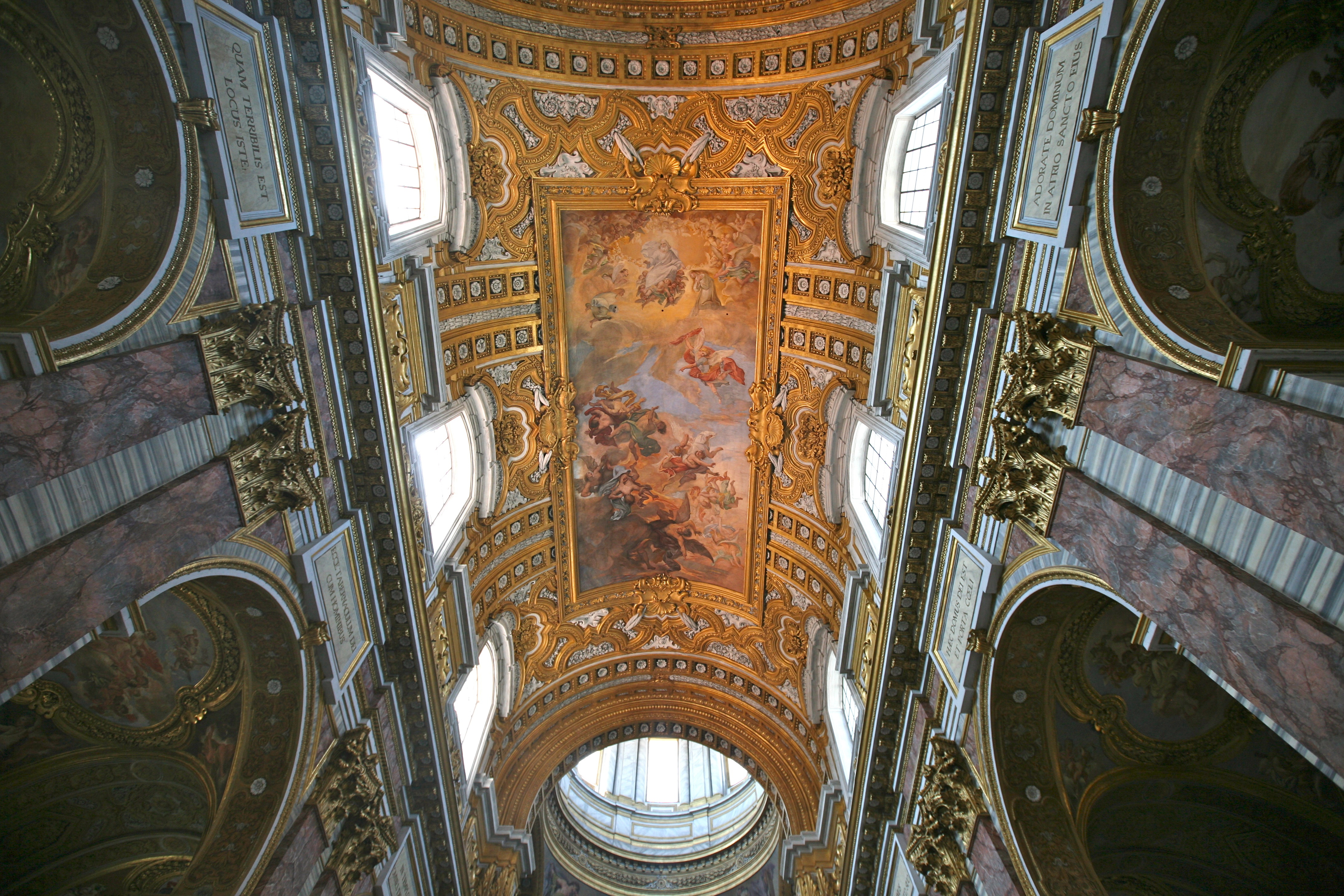
La voûte
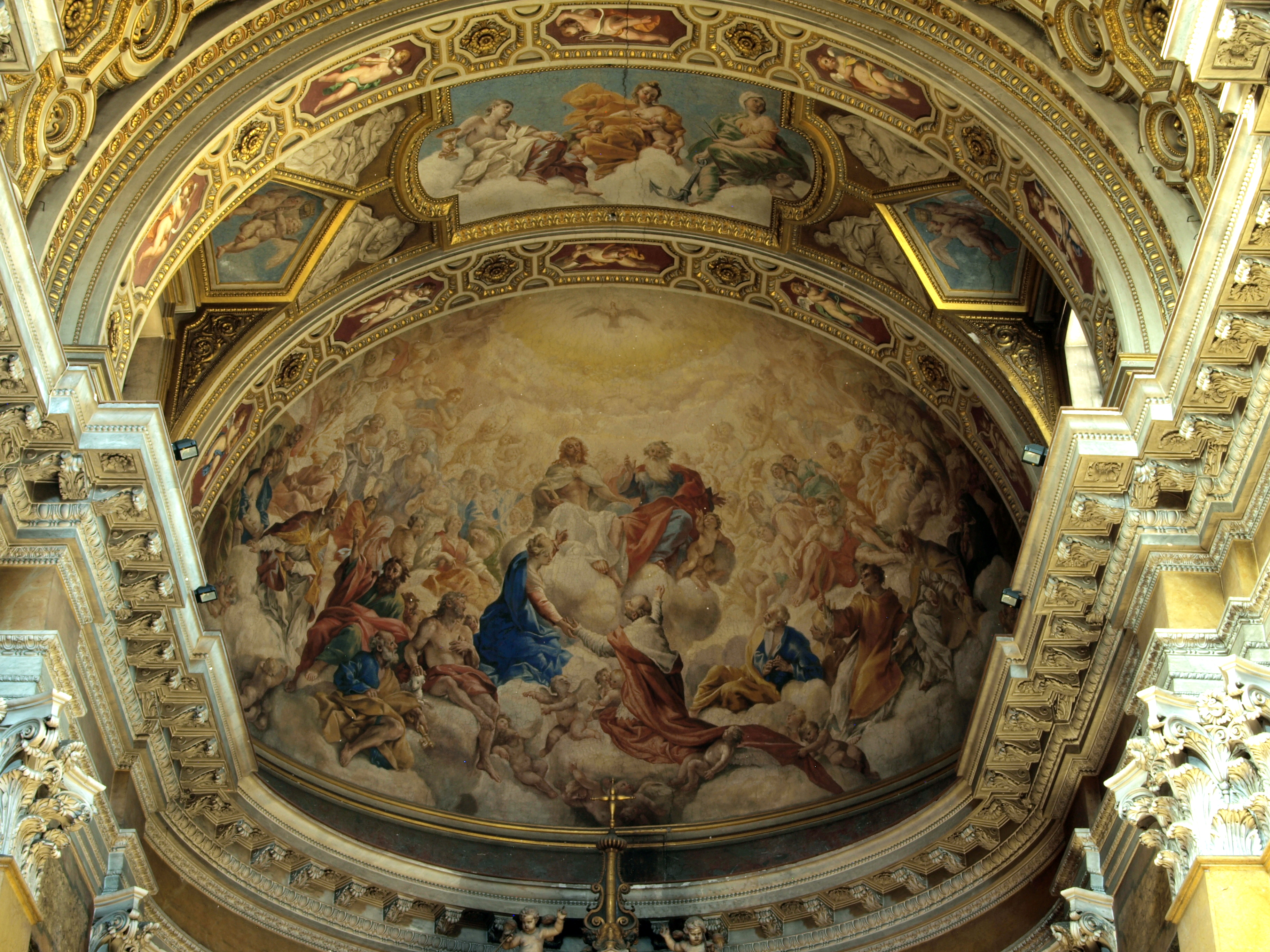
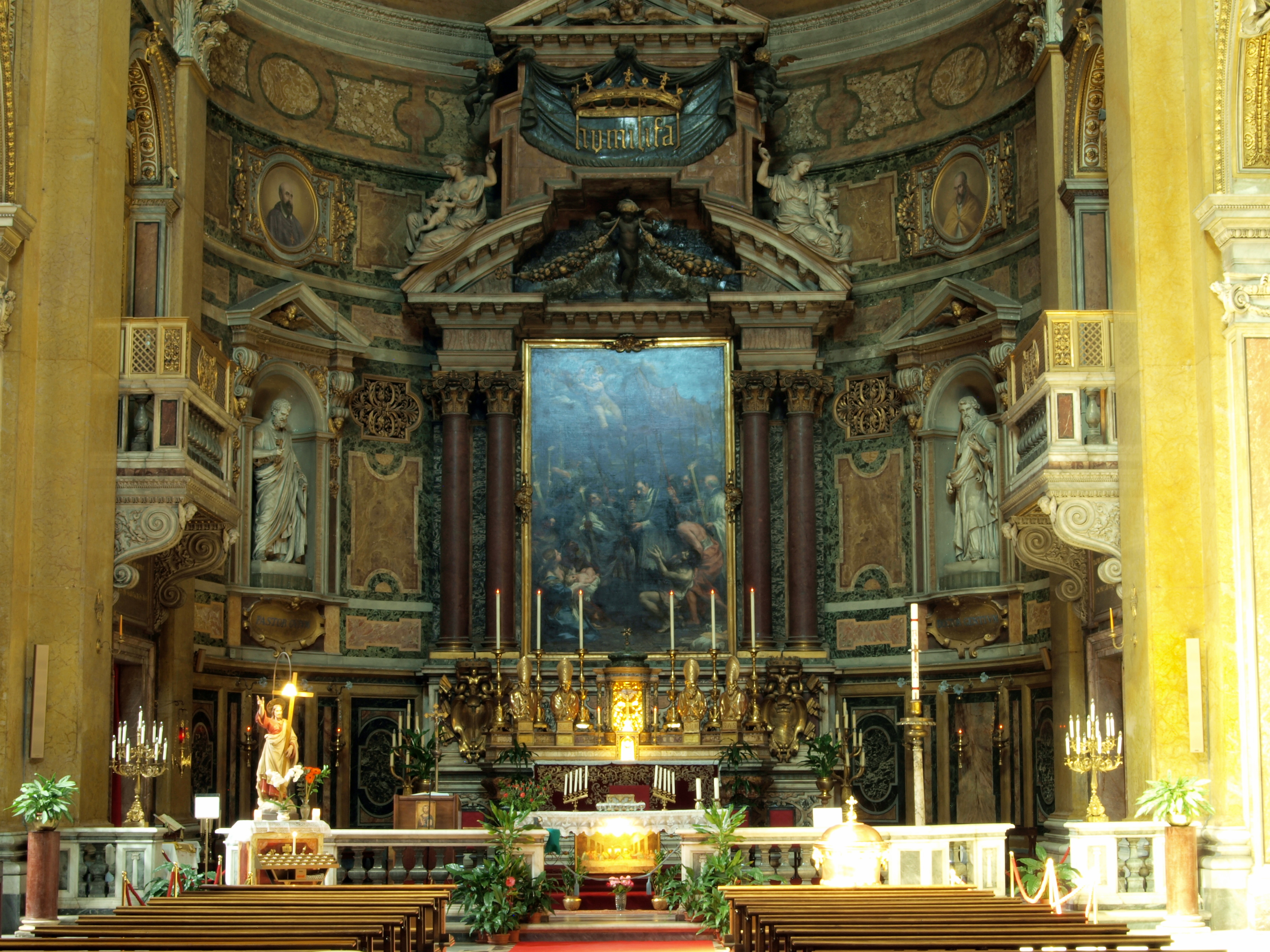